# Nososticta dorsonigra
Nososticta dorsonigra är en trollsländeart som först beskrevs av Martin 1902.  Nososticta dorsonigra ingår i släktet Nososticta och familjen Protoneuridae. Inga underarter finns listade i Catalogue of Life.